# New York-i történetek
A New York-i történetek 1989-es amerikai filmantológia, amely három szakaszból áll; mindnek a központi témája New York.
Az első a "Life Lessons", melyet Martin Scorsese rendezett, Richard Price írta, és Nick Nolte a főszereplő. A második a "Life Without Zoë", amelyet Francis Ford Coppola rendezett és írt, lányával, Sofia Coppolával együtt. Az utolsó az "Oedipus Wrecks", amelyet Allen írt és rendezett, és a főszereplője is. A külföldi bemutatók során a sorrendet megváltoztatták: Coppola filmje volt az első, utána következett Allen filmje, és Scorsese filmjével fejeződött be.
A film nem indult az 1989-es cannes-i filmfesztiválon.

## Cselekmény

### Élettapasztalatok
Lionel Dobie elismert absztrakt festő, aki azon találja magát, hogy nem tud festeni - két nappal egy tervezett galériai kiállítás előtt. Paulette Lionel asszisztense és korábbi szeretője. Lionel még mindig kedveli, de Paulette csak a gyámságát akarja, ami megnehezíti a dolgokat, ugyanis ugyanannak a stúdiónak a padlásán élnek. Paulette egyéb személyekkel randevúzik, többek között egy előadóművésszel és egy festővel.
Ezek miatt Lionel iszonyatosan féltékeny lesz. Nem sokkal később egyértelművé válik, hogy mindketten csak kihasználják egymást: Lionel szexuálisan, mig Paulette arra használja fel Lionelt, hogy bejuthasson a New York-i társadalmi és művészi szcéna elitebb köreibe. Paulette fel akarja adni és haza akar menni a szüleihez, de Lionel meggyőzi, hogy maradjon, mert New York a hely, ahol egy festőnek lennie kell.
Lionel kitölti az idegességét és az újra felfedezett szenvedélyét a munkáján. A festmények is ezt ábrázolják: viharos égbolt, égő híd, kínzott bohócok. Lionel rájön, hogy kell neki a pusztító kapcsolatainak a rossz emlékei, hogy ihletet nyerjen a művészetéhez. A kiállításon találkozik egy másik szemrevaló fiatal nővel egy festő személyében. Meggyőzi őt, hogy legyen az asszisztense és a potenciális szeretője is, ezzel a kör újraindul.

### Az élet Zoë nélkül
Zoë luxushotelben élő 12 éves iskoláslány. Segít egy arab hercegnőnek visszaadni egy értékes ékszert, amelyet a hercegnő Zoë apjának adott. Idővel ellopták az ékszert, de visszaszerezték. Zoë megpróbál kibékülni az elvált anyjával és apjával.

### Ödipusz, mi fáj?
Sheldon Mills New York-i ügyvédnek problémái akadtak a túlzottan kritikus anyjával, Sadie Millstein-nel. Sheldon folyamatosan panaszkodik róla a terapeutájának, és azt kívánja, hogy bárcsak eltűnne. Sheldon elviszi a menyasszonyát, Lisát, hogy találkozzon az anyjával, aki egyből kínos helyzetbe hozza Sheldont. Ők hárman, és Lisa gyermekei, elmennek egy bűvészmutatványra. Sheldon anyját kihívja a bűvész a színpadra, hogy része legyen a mutatványának. Belehelyezték őt egy dobozba, amelybe kardok vannak beleszúrva, és ő eltűnik, ahogy azt kell, de soha nem tér vissza.
Habár Sheldon eleinte mérges, de végül jóra fordulnak neki a dolgok, mert anyja nélkül már tud pihenni. De rémületére az anyja megjelenik a New York feletti égen, és idegesíti Sheldont és Lisát azzal, hogy az idegeneknek elmeséli Sheldon legkínosabb pillanatait. Ezáltal a Lisával való kapcsolata is megbélyegződik. Sheldonnak azt tanácsolja a pszichiátere, hogy látogasson el egy Treva nevű médiumhoz, hogy megpróbálják visszaszerezni Sheldon anyukáját. Treva kísérletei kudarcot vallanak, de Sheldon szerelembe esik vele. Mikor bemutatja Trevát az anyjának, ő elfogadja őt és visszatér a Földre.

## Szereplők
Élettapasztalatok
| Színész          | Szerep             | Magyar hang    |
| ---------------- | ------------------ | -------------- |
| Nick Nolte       | Lionel Dobie       | Bujtor István  |
| Rosanna Arquette | Paulette           | Götz Anna      |
| Steve Buscemi    | Gregory Stark      | Kerekes József |
| Jesse Borrego    | Reuben Toro        | Rátóti Zoltán  |
| Peter Gabriel    | önmaga             | Lux Ádám       |
| Illeana Douglas  | Paulette barátnője | Vándor Éva     |
| Deborah Harry    | lány a zsákutcában |                |

Az élet Zoë nélkül
| Színész            | Szerep          | Magyar hang     |
| ------------------ | --------------- | --------------- |
| Heather McComb     | Zoë             | Csondor Kata    |
| Talia Shire        | Charlotte       | Szegedi Erika   |
| Giancarlo Giannini | Claudio         | Tordy Géza      |
| Don Novello        | Hector          | Gálvölgyi János |
| Adrien Brody       | Mel             |                 |
| Chris Elliott      | rabló           | Gesztesi Károly |
| Carmine Coppola    | utcazenész      |                 |
| Carole Bouquet     | Soraya hercegnő | Tóth Enikő      |

Ödipusz, mi fáj?
| Színész          | Szerep               | Magyar hang     |
| ---------------- | -------------------- | --------------- |
| Woody Allen      | Sheldon Mills        | Kern András     |
| Mae Questel      | anya                 | Tábori Nóra     |
| Mia Farrow       | Lisa                 | Farkas Zsuzsa   |
| Julie Kavner     | Treva                | Borbás Gabi     |
| George Schindler | Shandu, a bűvész     | Márton András   |
| Larry David      | a színház igazgatója | Varga T. József |
| Mike Starr       | keménykalapos férfi  | Orosz István    |
| Ira Wheeler      | Mr. Bates            | Szokolay Ottó   |
| Kirsten Dunst    | Lisa lánya           |                 |

## Fogadtatás
A Rotten Tomatoes oldalán 75%-on áll a film, 24 kritika alapján.
Allen és Scorsese filmjeit általában pozitív kritikákkal értékelték, viszont Hal Hinson, a The Washington Post kritikusa szerint Coppola filmje "a rendező eddigi legrosszabb munkája." Roger Ebert két és fél csillaggal értékelte a négyből, kritikája szerint a "New York-i történetek három filmből áll: egy jóból, egy rosszból és egy kiábrándítóból."